# Grejsdalsløbet
Grejsdalsløbet er et motionscykelløb i Vejle, som siden 1989 er blevet kørt hvert år i maj. Deltagerantallet har gennem årene været konstant stigende. I 2013-udgaven var der således ca. 4200 tilmeldte. Af hensyn til den praktiske afvikling af begivenheden, der siden 2012 også har inkluderet en enkeltstart, er der sat en maksimumsgrænse på 4500 deltagere.
Motionsløbet arrangeres af Vejle Cykelmotion, og er i sin tid startet af ophavsmanden Henrik Nowak, som også er kunstneren bag skulpturen ‘Motionisten’ der viser grejsdalsløbets logi også. Man kan vælge mellem fem forskellige ruter: 40 km, 70 km, 130 km, 170 km og 200 km. Den længste rute fører rytter over 23 kategoriserede bakker. Heriblandt: Askebjerg, Munkebjerg, Kiddesvej, Koldingvej og Gl. Kongevej.
Løbet starter ved DGI-huset Vejle, hvor deltagerne også kører i mål. Undtagelsen er på 200 km-ruten, hvor målstregen siden 2009 har været placeret på Chr. Winthersvej. Umiddelbart inden rytterne når denne, skal de op ad Gl. Kongevej, som er den sidste af de 23 kategorisede bakker. På grund af denne bakkes placering og stejlhed betegnes den af mange motionister som den sværeste stigning i et dansk motionsløb. Gl. Kongevej er 300 meter lang og stiger med 14,8% i gennemsnit. Dertil kommer, at terrænet stiger både før og efter Gl. Kongevej. Den maksimale stigningsprocent er godt 19%.